# Olena Peressekyna
Olena Antoniwna Peressjekina (ukrainisch Олена Антонівна Пересєкіна, * 8. Mai 1953 in Rossochuwatez, Oblast Kirowohrad als Olena Subko) ist eine ehemalige sowjetische Ruderin.

## Biografie
Olena Peressekyna war Teil der sowjetischen Crew, die bei den Olympischen Sommerspielen 1976 in Montreal Silber in der Regatta mit dem Achter gewann. Zur Besatzung gehörten neben Peressekyna auch: Ljubow Talalajewa, Nadeschda Roschtschina, Klavdija Koženkova, Nadeschda Roschon, Olha Kolkowa, Olha Husenko, Nelli Tarakanowa und Steuerfrau Olha Puhowska.
Für ihre Leistungen wurde sie als Sportmeisterin der Sowjetunion ausgezeichnet.